# Elatomorpha
Elatomorpha is een geslacht van vliesvleugeligen uit de familie Perilampidae. De wetenschappelijke naam van dit geslacht is voor het eerst geldig gepubliceerd in 1970 door Zerova.

## Soorten
Het geslacht Elatomorpha omvat de volgende soorten:
- Elatomorpha deserticola Zerova, 1970
- Elatomorpha obscura Boucek, 1972